# France Stele (glasbenik)
France Stele [francè stelè], slovenski glasbenoprosvetni delavec,  * 5. december 1855, Kamnik, † 5. junij 1924, Kamnik.

## Življenje in delo
Rodil se je 5. decembra 1855 gozdarju Jožefu in Ani Stele (rojeni Kancilija). V letih 1875−1877 je obiskoval ljubljansko učiteljišče, kjer ga je glasbo poučeval Anton Nedvĕd, a učiteljišča ni končal. V šolskem letu 1878/1879 je bil pomožni učitelj v Trnovem pri Ilirski Bistrici, bržčas zatem, toda še pred 1883 pomožni učitelj, nato občinski tajnik v Trnju pri Pivki. Pozneje je živel v Kamniku, odtod je po še nepreverjenih podatkih odšel v 80. letih na Tržaško in se v 90-ih vrnil v Pivko.
Stele je bil znan tenorist, delaven pevski organizator in zborovodja pevskega zbora Lira v Kamniku. Ob 10-letnici Lire (1892) je vodil koncert tega zbora in baje v tem in naslednjih dveh letih opravil z njim več turnej po Koroškem. Tudi  1912 je ob 30-letnici vodil koncert Lire; po prekinitvi zborovskega dela v vojnih letih je bil 1918 Stele ponovno tisti, ki je zbral pevce in z njimi vadil. Leta 1920 je zaradi bolezni vodstvo Lire odložil. Po ustnem izročilu je ustanovil in vodil tudi na primorskem in Notranjskem več pevskih zborov. Stele je zapisoval napeve in besedila ljudskih pesmi. Leta 1910 je poslal Delovnemu odboru za slovensko narodno pesem (ustan. 1905 pod vodstvom K. Štreklja) 286 zapisov: skoraj vsi so iz Kamnika in ožje okolice, nabrani med 1909–1910, le 4 so s Krasa (Št. Peter /sedaj Pivka/, Trnje pri Pivki, Ilirska Bistrica). Gradivo hrani Glasbenonarodopisni inštitut v Ljubljani med gradivom Odbora za nabiranje slovenske narodne pesmi.
Kot pevski solist je bil baje prvi slovenski glasbeni izvajalec, čigar izvedbe so okoli 1905 snemali na gramofonske plošče.